# Embarazo adolescente

Número de nacimientos en adolescentes en el mundo por cada 1000 mujeres entre 15 y 19 años, en el 2001. En casi todos los países del mundo, las tasas de nacimientos en adolescentes van descendiendo.
Para la prevención y correcta asistencia médica la OMS considera fundamental la promoción de la educación sexual, la planificación familiar, el acceso a los métodos anticonceptivos y la asistencia sanitaria universal en el marco de la salud pública y los derechos reproductivos.

El embarazo adolescente o embarazo precoz es aquel que se produce en una mujer adolescente, entre la adolescencia inicial o pubertad —comienzo de la edad fértil— y el final de la adolescencia. La Organización Mundial de la Salud define la adolescencia entre los 10 y los 19 años. El término también se refiere a las mujeres embarazadas que no han alcanzado la mayoría de edad jurídica, variable según los distintos países del mundo, así como a las mujeres adolescentes embarazadas que están en situación de dependencia respecto de la familia de origen.
La mayoría de los embarazos en adolescentes son embarazos no deseados. Aunque la OMS considera el embarazo adolescente un problema culturalmente complejo, alienta a retrasar la maternidad y el matrimonio para evitar los altos índices de mortalidad materna y mortalidad de recién nacidos así como otras complicaciones sanitarias —parto prematuro, bajo peso, preeclampsia, anemia—, asociadas al embarazo en jóvenes adolescentes. En 2009 se estimaba que 16 millones de adolescentes, con edades comprendidas entre los 15 y 19 años, daban a luz cada año, un 95 % de esos nacimientos se producen en países en desarrollo, lo que representa el 11 % de todos los nacimientos en el mundo.
La OMS considera fundamental la promoción de la educación sexual, la planificación familiar, el acceso a los métodos anticonceptivos y la asistencia sanitaria universal en el marco de la salud pública y los derechos reproductivos para evitar los problemas asociados al embarazo adolescente.
Las adolescentes embarazadas enfrentan muchos de los mismos problemas relacionados con el embarazo de otras mujeres. Sin embargo, existen problemas adicionales para los menores de 15 años, ya que no se encuentran desarrollados físicamente como para mantener un embarazo saludable o dar a luz. Para las niñas de 15 a 19 años, los riesgos se asocian más con factores socioeconómicos que con los efectos biológicos de la edad. Los riesgos de bajo peso al nacer, trabajo de parto prematuro, anemia y preeclampsia están relacionados con la edad biológica, y se observan en los partos de adolescentes incluso después de controlar otros factores de riesgo (como acceder a atención prenatal, etc.).
En los países desarrollados, los embarazos de adolescentes se asocian con problemas sociales, incluidos niveles educativos más bajos, pobreza y otros resultados negativos en la vida de los hijos de madres adolescentes. El embarazo adolescente en los países desarrollados suele ser ajeno al matrimonio y conlleva un estigma social en muchas comunidades y culturas. Por el contrario, los padres adolescentes en algunos de los países en desarrollo a menudo están casados, y sus embarazos son bienvenidos por la familia y la sociedad. Sin embargo, en estas sociedades, el embarazo temprano puede combinarse con la desnutrición y la mala atención médica para causar problemas médicos, además de los problemas educativos y de pobreza.
El embarazo en una mujer adolescente puede llegar a término, produciéndose el nacimiento, o interrumpirse por aborto, ya sea este espontáneo, inducido (aborto con medicamentos o aborto quirúrgico) o aborto indirecto. En el caso del aborto inducido, este puede llevarse a cabo de manera legal o ilegal, dependiendo de las leyes sobre el aborto de cada país.

## Definición

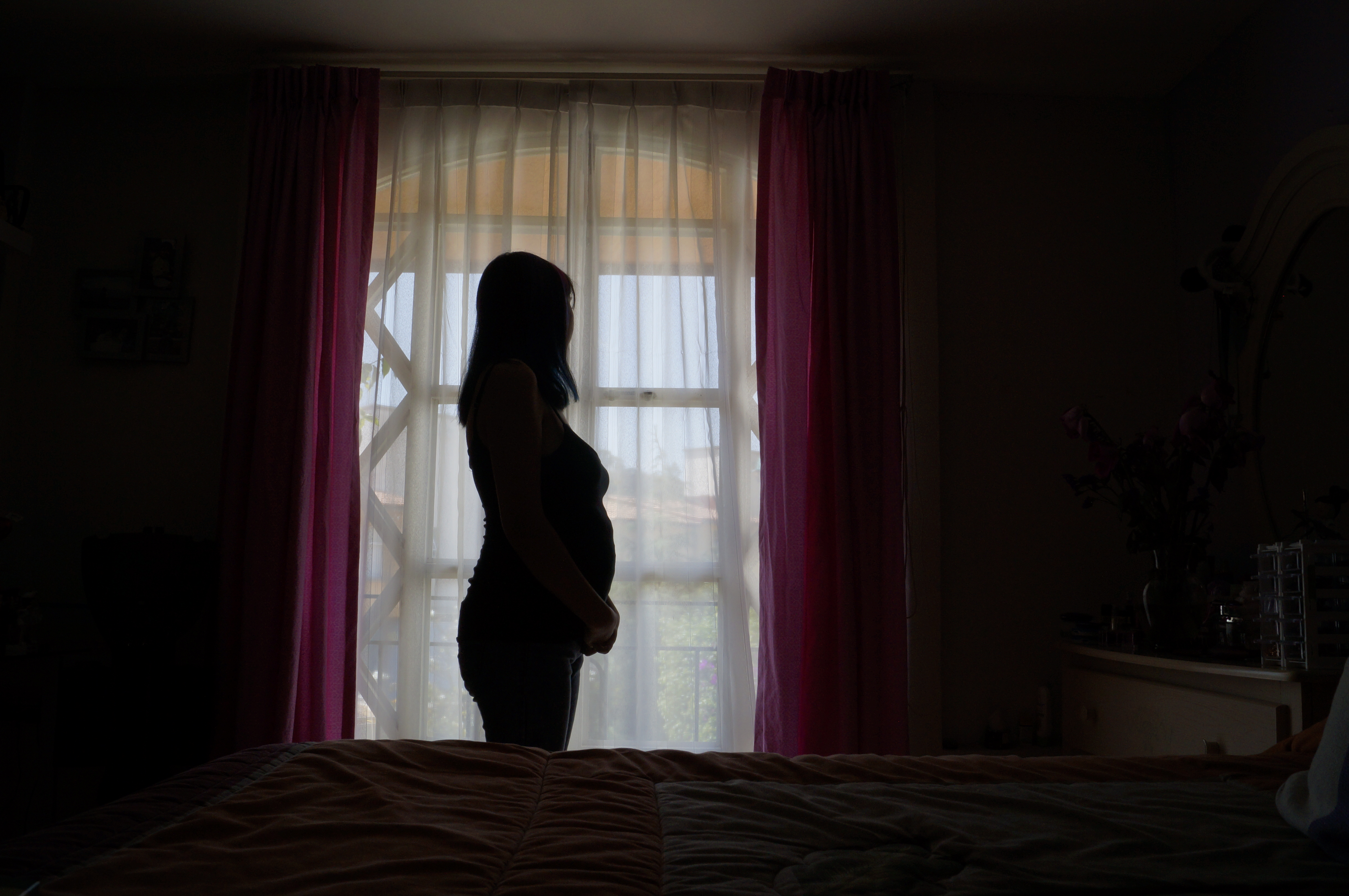
Silueta de una adolescente embarazada.

La edad de la madre está determinada por la fecha fácilmente verificada cuando finaliza el embarazo, no por la fecha estimada de la concepción. Por esto, las estadísticas no incluyen los embarazos que comenzaron en niñas de 19 años si terminaron en o después del 20.º cumpleaños de la mujer. De manera similar, las estadísticas sobre el estado civil de la madre están determinadas por si ella está casada al final del embarazo, no en el momento de la concepción.

#### Historia
El embarazo adolescente fue mucho más normal en siglos anteriores, y común en los países desarrollados en el siglo XX. Por ejemplo, entre las mujeres noruegas nacidas a principios de la década de 1950, casi una cuarta parte se convirtió en madres adolescentes a principios de los años setenta. Sin embargo, las tasas han disminuido constantemente en todo el mundo desarrollado desde ese pico del siglo XX. Entre los nacidos en Noruega a fines de la década de 1970, menos del 10 % se convirtieron en madres adolescentes, y las tasas han disminuido desde entonces.

## Efectos
Según el Fondo de Población de las Naciones Unidas (FNUAP), "los embarazos entre niñas menores de 18 años tienen consecuencias irreparables: viola los derechos de las niñas, con consecuencias potencialmente mortales en términos de salud sexual y reproductiva, y plantea altos costos de desarrollo para las comunidades, en particular para perpetuar el ciclo de la pobreza". Las consecuencias para la salud incluyen que aún no se está físicamente preparada para el embarazo y el parto, lo que genera complicaciones y malnutrición, ya que la mayoría de las adolescentes provienen de hogares de bajos ingresos. El riesgo de muerte materna para las niñas menores de 15 años en los países de bajos y medianos ingresos es mayor que para las mujeres de 20 años. El embarazo adolescente también afecta la educación de las niñas y el potencial de ingresos ya que muchas se ven obligadas a abandonar la escuela, lo que en última instancia es perjudicial las oportunidades futuras y las perspectivas económicas.
Varios estudios han examinado el impacto socioeconómico, médico y psicológico del embarazo y la maternidad en adolescentes. Los resultados de la vida de las madres adolescentes y sus hijos varían; otros factores, como la pobreza o el apoyo social, pueden ser más importantes que la edad de la madre en el momento del nacimiento. Se han propuesto muchas soluciones para contrarrestar los hallazgos más negativos. Las madres adolescentes que pueden confiar en el apoyo de la familia y la comunidad, los servicios sociales y el apoyo de cuidado de niños tienen más probabilidades de continuar su educación y obtener trabajos mejor remunerados a medida que progresan en su educación.
Se requiere un enfoque holístico para abordar el embarazo adolescente. Esto significa no centrarse en cambiar el comportamiento de las niñas, sino abordar las razones subyacentes del embarazo adolescente, como la pobreza, la desigualdad de género, las presiones sociales y la coacción. Este enfoque debería incluir "proporcionar educación sexual integral apropiada para la edad para todos los jóvenes, invertir en la educación de las niñas, prevenir el matrimonio infantil, la violencia sexual y la coacción, construir sociedades equitativas para los géneros empoderando a las niñas e involucrando a hombres y niños y garantizando el acceso de los adolescentes a la información de salud sexual y reproductiva, así como a los servicios que los acogen y facilitan sus elecciones".

### Madre
Ser una madre joven en un país del primer mundo puede afectar la educación de la misma, ya que son más propensas a abandonar la escuela secundaria. Un estudio del 2001 encontró que las madres adolescentes completan 1.9-2.2 años menos de educación que las mujeres que retrasan su primer hijo hasta los 30 años o más. Por otra parte, en comparación con las mujeres que dan a luz a los 30 años o más, las madres adolescentes tienen probabilidades de terminar la escuela secundaria 10-12 % tan altas y las probabilidades de la educación postsecundaria 14-29 % tan altas.
La maternidad joven en un país industrializado puede afectar el empleo y la clase social. Menos de un tercio de las madres adolescentes reciben algún tipo de manutención infantil, lo que aumenta enormemente la probabilidad de recurrir al gobierno para obtener asistencia. La correlación entre maternidad temprana y no completar la escuela secundaria reduce las oportunidades de carrera para muchas mujeres jóvenes. Un estudio encontró que, en 1988, el 60 % de las madres adolescentes estaban empobrecidas en el momento del parto. Investigaciones adicionales encontraron que casi el 50 % de todas las madres adolescentes buscaban asistencia social en los primeros cinco años de la vida de sus hijos. Un estudio de 100 madres adolescentes en el Reino Unido encontró que solo el 11 % recibió un salario, mientras que el 89 % restante estaba desempleada. La mayoría de las madres adolescentes británicas viven en la pobreza, con casi la mitad en el quinto más bajo de la distribución del ingreso. Las mujeres adolescentes que están embarazadas o ya son madres tienen siete veces más probabilidades de suicidarse que otras adolescentes. De acuerdo con la Campaña Nacional para Prevenir el Embarazo Adolescente, casi 1 de cada 4 madres adolescentes experimentarán otro embarazo dentro de los dos años posteriores al primero. Los factores que determinan qué madres son más propensas a tener un nacimiento repetido con poco espaciado incluyen el matrimonio y la educación: la probabilidad disminuye con el nivel de educación de la mujer joven o de sus padres y aumenta si se casa.

### Infante
La maternidad temprana puede afectar el desarrollo psicosocial del bebé. Los hijos de madres adolescentes tienen más probabilidades de nacer prematuramente con bajo peso, lo que los predispone a muchas otras enfermedades de por vida. Los hijos de madres adolescentes corren un mayor riesgo de retrasos intelectuales, de lenguaje y socioemocionales. Las discapacidades del desarrollo y los problemas de conducta aumentan en los niños nacidos de madres adolescentes. Un estudio sugirió que es menos probable que las madres adolescentes estimulen a su bebé a través de conductas afectivas como tocar, sonreír y comunicarse verbalmente, o que sean sensibles y acepten sus necesidades. Otro descubrió que aquellas que tenían más apoyo social eran menos propensos a mostrar enojo hacia sus hijos o recurrir a castigos.
También se ha observado un bajo rendimiento académico en los hijos de madres adolescentes, ya que muchos de los niños repiten de grado, tienen una calificación inferior en los exámenes estandarizados y no logran graduarse de la escuela secundaria. Las hijas que nacen de padres adolescentes tienen más probabilidades de convertirse en madres adolescentes. Los hijos de madres adolescentes tienen tres veces más probabilidades de cumplir su condena en prisión.

### Salud
La salud materna y prenatal es una preocupación particular entre las adolescentes que están embarazadas o que son madres. La incidencia mundial de nacimientos prematuros y bajo peso al nacer es más alta entre las madres adolescentes. En un hospital rural de Bengala Occidental, Las madres adolescentes de entre 15 y 19 años tenían más probabilidades de tener anemia, partos prematuros y un bebé con un peso más bajo que las madres de entre 20 y 24 años.
Investigaciones indican que las adolescentes embarazadas tienen menos probabilidades de recibir atención prenatal, a menudo la buscan en el tercer trimestre, si es que la necesitan. El Instituto Guttmacher informa que un tercio de las adolescentes embarazadas reciben atención prenatal insuficiente y que sus hijos tienen más probabilidades de tener problemas de salud en la infancia o ser hospitalizados que los nacidos de mujeres mayores.
Las madres jóvenes que reciben atención de maternidad de alta calidad tienen bebés significativamente más saludables que las que no lo hacen. Muchos de los problemas de salud asociados con las madres adolescentes parecen ser el resultado de la falta de acceso a una atención médica adecuada. Muchas adolescentes embarazadas corren el riesgo de padecer deficiencias nutricionales debido a los malos hábitos alimenticios comunes en la adolescencia, incluidos los intentos de perder peso a través de la dieta, omisiones de comidas, bocadillos no saludables y consumo de comida rápida.
La nutrición inadecuada durante el embarazo es un problema aún más marcado entre los adolescentes en los países en desarrollo. Las complicaciones del embarazo resultan en la muerte de aproximadamente 70,000 adolescentes en países en desarrollo cada año. Las madres jóvenes y sus bebés también corren un mayor riesgo de contraer el VIH. La Organización Mundial de la Salud estima que el riesgo de muerte después del embarazo es dos veces mayor para las niñas de 15 a 19 años que para las mujeres entre 20 y 24 años. La tasa de mortalidad materna puede ser hasta cinco veces mayor para las niñas de 10 a 14 años que para las mujeres entre 20 y 24 años. El aborto ilegal también presenta muchos riesgos para las adolescentes en áreas como el África subsahariana.
Los riesgos de complicaciones médicas son mayores para las niñas menores de 12 años, ya que una pelvis subdesarrollada puede ocasionar dificultades en el parto. El parto obstruido se trata normalmente con cesárea en las países desarrollados; sin embargo, en regiones en desarrollo donde los servicios médicos podrían no estar disponibles, puede conducir a eclampsia, fístula obstétrica, mortalidad infantil o muerte materna. Para las madres que tienen más de quince años, la edad en sí misma no es un factor de riesgo, y los resultados deficientes se asocian más con factores socioeconómicos que con la biología.

## Factores de riesgo

### Culturales
En algunas sociedades, el matrimonio a edades tempranas y el rol de género que tradicionalmente se asigna a la mujer, son factores importantes en las altas tasas de embarazo en la adolescencia. Así, en algunos países de África subsahariana, el embarazo adolescente se celebra porque es la prueba de fertilidad de la mujer joven. En el subcontinente indio, el matrimonio en adolescentes y el embarazo es más común en las comunidades rurales tradicionales, donde es apreciada una numerosa descendencia, en comparación con la tasas de las ciudades.
En las sociedades donde el matrimonio con mujeres adolescentes es poco frecuente, la causa fundamental de los embarazos en adolescentes es la práctica de las relaciones sexuales de las jóvenes sin métodos anticonceptivos por lo que estos embarazos pueden considerarse como embarazos no planificados o embarazos no deseados.

### Comportamiento sexual adolescente
El Universal en 2017 resalto la información de la OCDE "... las cifras de la Encuesta Nacional de la Dinámica Demográfica (ENADID) 2014 destaca que entre los adolescentes de 15 a 19 años, 44.5 % de las parejas no utilizaron algún método anticonceptivo en su primera relación sexual lo que significa un riesgo. El investigador del INP dijo que esta población aún no está preparada para ser mamá, ya que las adolescentes todavía están en la etapa de crecimiento, por lo que el riesgo de aborto, parto pretérmino y bebés con bajo peso al nacer representa la principal causa de desenlace perinatal adverso.
Según la información disponible en el Guttmacher Institute, tener prácticas sexuales a los 20 años se considera un hábito normal en todo el mundo. En los países con bajos niveles de embarazo en la adolescencia no se considera adecuada la maternidad prematura, pero, sí las relaciones sexuales entre adolescentes, por lo que se proporciona información completa y equilibrada sobre la sexualidad y se facilita la accesibilidad a los métodos anticonceptivos.
Además de la práctica sexual deseada y consentida, pero practicada sin métodos anticonceptivos también existen comportamientos sexuales no deseados por los adolescentes que pueden contribuir a incrementar los embarazos no deseados. Así, un estudio de la Kaiser Family Foundation en adolescentes de EE. UU. concluyó que el 29 % de los adolescentes se sintieron presionados a tener relaciones sexuales, el 33 % de los adolescentes sexualmente activos creían que mantenían una relación en las que las cosas se movían demasiado rápido en el aspecto sexual y el 24 % declaraba que había hecho algo sexual que realmente no quieren hacer.
Encuestas de 1977 y 2003 indicaban que la presión de los compañeros es un factor que alienta, tanto a las adolescentes como a los adolescentes, a tener relaciones sexuales.

### Consumo de drogas y alcohol
El consumo de bebidas alcohólicas y otras drogas producen una reducción en la inhibición que también puede estimular la actividad sexual no deseada. Aunque esto fuera así, no se sabe si las drogas mismas influyen directamente en los adolescentes en comportamientos sexuales más arriesgados, o si los adolescentes que habitualmente consumen drogas son más propensos a tener relaciones sexuales. Debe advertirse que la correlación no implica causalidad. El consumo de drogas y medicamentos que han mostrado evidencias en su vinculación con el embarazo de adolescentes son: alcohol, y anfetaminas, (incluyendo MDMA —éxtasis—). Otras drogas y medicamentos que no tienen correlación —o es muy escasa— son los opiáceos, como heroína, morfina, y oxicodona, de los que es conocido el efecto directo en la reducción significativa de la libido. Parece que en la adolescencia el consumo de algunas de estas últimas ha reducido significativamente las tasas de concepción frente a las drogas como el alcohol y la anfetamina. Las anfetaminas son ampliamente prescritos para el tratamiento de TDAH. Los países con las tasas más altas de prescripción de las anfetaminas a los adolescentes también tienen las tasas más altas de embarazo en la adolescencia.

### Falta de información sobre métodos anticonceptivos
Los adolescentes pueden no recibir educación sexual, carecer de información y conocimientos suficientes sobre los métodos anticonceptivos o no tener un fácil acceso a su adquisición. También pueden sentirse avergonzados tanto para preguntar como para comprar anticonceptivos.
En Estados Unidos, las mujeres adolescentes sexualmente activas que desean no evitar el embarazo tienen menos posibilidades que las de otras edades para el uso de anticonceptivos. Así, un 18 % de las adolescentes entre 15 y 19 años no utilizan métodos anticonceptivos, frente a 10,7 % de mujeres de 15 a 44 años.
En las adolescentes más del 80 % de los embarazos no son deseados. Y más de la mitad de los embarazos no deseados se producen en mujeres que no usan anticonceptivos y la mayor parte del resto de embarazos no deseados se deben al uso incorrecto de los anticonceptivos. El 23 % de las mujeres jóvenes sexualmente activas admitió haber tenido relaciones sexuales sin protección con una pareja que no utilizó un preservativo, mientras que el 70 % de las adolescentes manifestaron que les daba vergüenza comprar preservativos o cualquier otro anticonceptivo y también solicitar información a un médico.
En muchos casos el uso de métodos anticonceptivos es inadecuado. Muchos adolescentes sin experiencia puede usar el condón incorrectamente y las adolescentes se olvidan con frecuencia de tomar los anticonceptivos orales. La tasa de fracaso anticonceptivo (índice de Pearl) es mayor en las mujeres adolescentes, especialmente en las pobres, que en mujeres de más edad.
Los métodos reversibles a largo plazo como el dispositivo intrauterino, el anticonceptivo subdérmico, el parche anticonceptivo, el anillo vaginal o inyecciones de anticonceptivos inyectables combinados (Depo Provera), requieren la intervención del usuario con menos frecuencia —una vez al mes a cada varios años—, y puede prevenir el embarazo con mayor eficacia en mujeres que tienen problemas para seguir las rutinas, incluidas las jóvenes. El uso simultáneo de más de un método anticonceptivo disminuye el riesgo de embarazos no deseados, y si uno de los métodos es de barrera (condón), también se reduce la transmisión de enfermedades de transmisión sexual.
La aprobación, por las autoridades sanitarias de numerosos países, de anticonceptivos de emergencia como píldora del día después o píldora del día siguiente incide de manera específica en la reducción de las tasas de embarazos en adolescentes. Además de la denominada píldora del día después también ha aparecido en el mercado la denominada píldora de los cinco días después (ellaOne (acetato de ulipristal). Estás píldoras anticonceptivas de uso de emergencia, que pueden requerir o no receta médica —dependiendo de los países—, no deben confundirse con la denominada píldora abortiva RU-486 o mifepristona, para la que se requiere prescripción y receta médica y solamente puede usarse dentro de los 49 días siguientes a la concepción.
Los padres deben hablar de sexualidad a sus hijos, ya que es la mejor manera de prevenir conductas inadecuadas y en última instancia embarazos no deseados. La educación sexual también está incluida, en numerosos países, en el currículum escolar. Puede llevarse a cabo por profesores u otros profesionales de la sanidad. También los adolescentes se informan por otros medios, compañeros, libros e internet.[cita requerida]

### Diferencia de edades en las relaciones sexuales
Según la organización conservadora Family Research Council, estudios en EE. UU. indican que la diferencia de edad entre las adolescentes y los hombres que las embarazan es un factor a tener en cuenta. Las adolescentes que tienen relaciones con chicos mayores que ellas, y en particular con hombres adultos, tienen más probabilidades de quedarse embarazadas que las adolescentes que tienen relaciones sexuales con chicos de su edad, quienes son también más proclives a llevar el embarazo a término en lugar de tener un aborto. Un estudio de 1992 del estado de Washington de 535 madres adolescentes encontró que el 62 por ciento de las madres habían sufrido abusos o habían sido violadas por hombres de una edad promedio de 27 años. Este estudio encontró que las madres adolescentes habían sufrido abusos incluso antes del inicio de la actividad sexual y habían tenido relaciones sexuales con numerosas parejas de más edad, por lo que habían estado expuestas a más riesgos y de forma más frecuente. Estudios realizados por el Population Reference Bureau y el Centro Nacional para Estadísticas de Salud (National Center for Health Statistics) revelaron que cerca de dos tercios de los niños nacidos de mujeres adolescentes en los Estados Unidos son engendrados por hombres adultos de 20 años o más.

### Abusos sexuales
Entre el 11 y el 20 por ciento de los embarazos en adolescentes son un resultado directo de la violación, mientras que un 60 por ciento de las madres adolescentes tenían experiencias sexuales no deseadas anteriores a su embarazo. Antes de los 15 años, la mayoría de las experiencias de la primera relación sexual en mujeres son de carácter no voluntario, el Instituto Guttmacher encontró que el 60 por ciento de las muchachas que tuvieron relaciones sexuales antes de los 15 años fueron obligadas por hombres que en promedio fueron seis años mayores que ellas. Uno de cada cinco padres de hijos de madres adolescentes admite que ha forzado a las chicas adolescentes a tener relaciones sexuales con ellos.[cita requerida]
Numerosos estudios en países industrializados indican un fuerte vínculo entre abusos sexuales en la infancia y embarazos en la adolescencia. Hasta el 70 por ciento de las mujeres que dieron a luz en su adolescencia sufrieron abusos siendo niñas; por el contrario, solamente el 25 por ciento de las mujeres que no dan a luz sufrieron abusos siendo niñas.
En la mayoría de países, las relaciones sexuales entre un menor y un adulto no están toleradas por ley, así un menor de edad se cree que carece de la madurez y la competencia para tomar una decisión informada para tener relaciones sexuales totalmente consentidas con un adulto. En esos países, las relaciones sexuales con un menor de edad se consideran abuso sexual a menores. Una vez el adolescente ha llegado a la edad de consentimiento sexual, él o ella puede legalmente tener relaciones sexuales consentidas con quien como mínimo tenga la edad de consentimiento y, por tanto, también con adultos, siempre de manera voluntaria, en caso contrario se considera violación.[cita requerida]

### Violencia sobre la mujer

#### Violencia durante el noviazgo
Diversos estudios de 2004 y 2006 indican que las adolescentes son a menudo víctimas de maltrato por el novio y específicamente en las relaciones sexuales que pueden provocar un embarazo. También los estudios señalan que el conocimiento del embarazo por parte del padre a menudo intensifica el comportamiento violento por parte del novio. Las menores de 18 años tienen el doble de probabilidades de ser golpeadas y maltratadas por el padre de sus hijos que las mujeres mayores de 18 años.

#### Violencia doméstica
Un estudio del Reino Unido de 2011 mostró que más de dos tercios de las mujeres que dieron a luz en su adolescencia habían sufrido violencia en el hogar de los adolescentes.
Resultados similares se han encontrado en los estudios en los Estados Unidos. Un estudio del estado de Washington que un 70 % de las madres adolescentes habían sido golpeadas por sus novios, el 51 % había experimentado intentos de sabotaje para usar el control de la natalidad en el último año, y la escuela experimentó un 21 % o sabotear el trabajo.
En un estudio en 379 adolescentes embarazadas y los respectivos padres y 95 adolescentes sin hijos, mostró que el 62 % de las niñas de 11-15 años y el 56 % de las chicas de 16-19 años admitieron haber sufrido violencia doméstica a manos de sus parejas. Por otra parte, el 51 % de las chicas indicaron haber sufrido al menos un caso en que su novio intentó sabotear sus esfuerzos por usar métodos anticonceptivos.

### Factores socioeconómicos

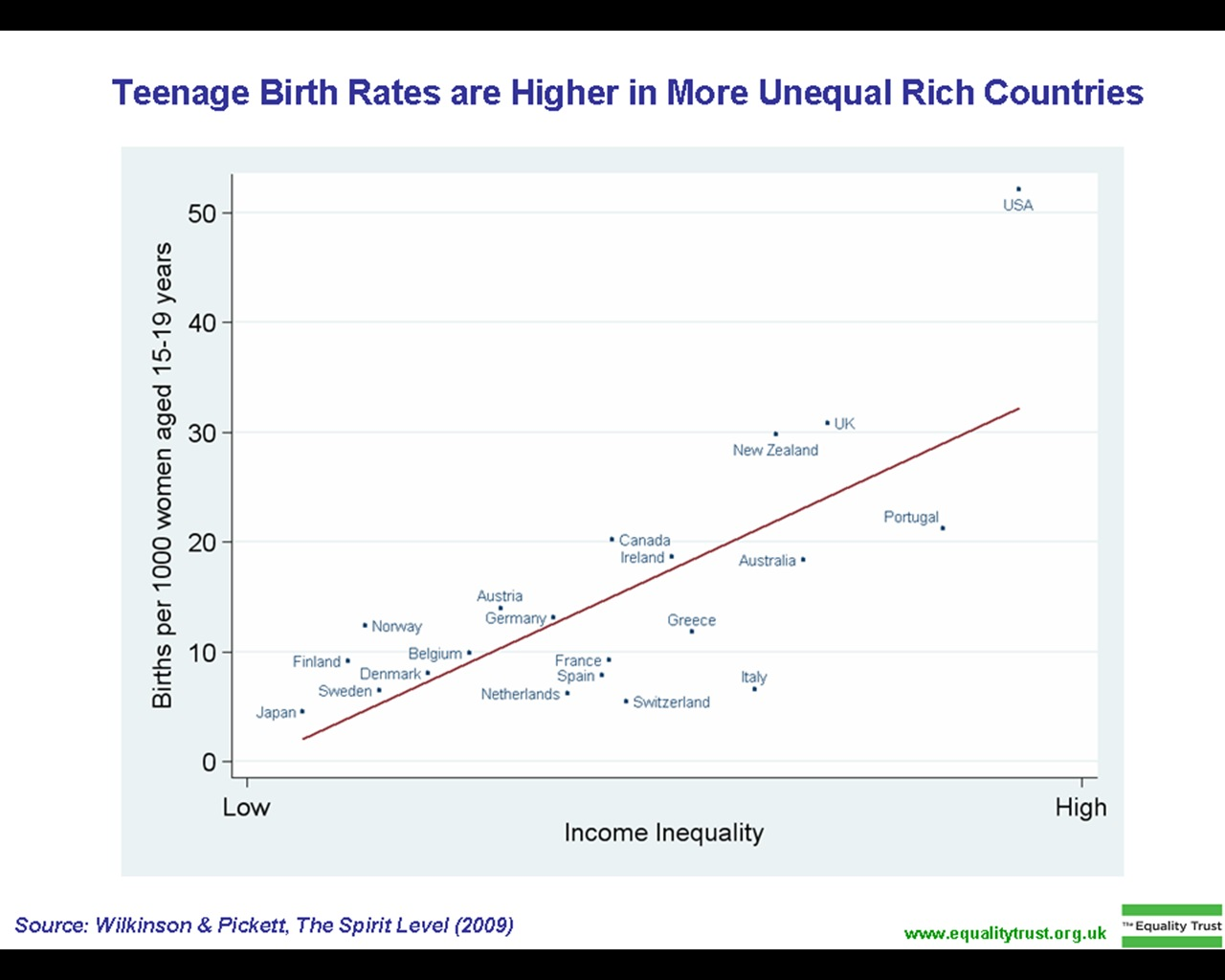

La pobreza se asocia con altas tasas de embarazo en la adolescencia. Así, países económicamente pobres, como Nicaragua en América, Níger en África y Bangladés en Asia, tienen un número mayor de madres adolescentes en comparación con países económicamente más ricos.
En el Reino Unido alrededor de la mitad de todos los embarazos de menores de 18 años se produce en el 30 % más pobre de la población.
En Italia, la tasa de natalidad en adolescentes de clases ricas y acomodadas —zonas de la región central de Italia— es solo el 3,3 por 1000, mientras que en las más pobres Mezzogiorno es de 10 por 1000.

### Abuso, violencia, abandono en la infancia y familias disfuncionales

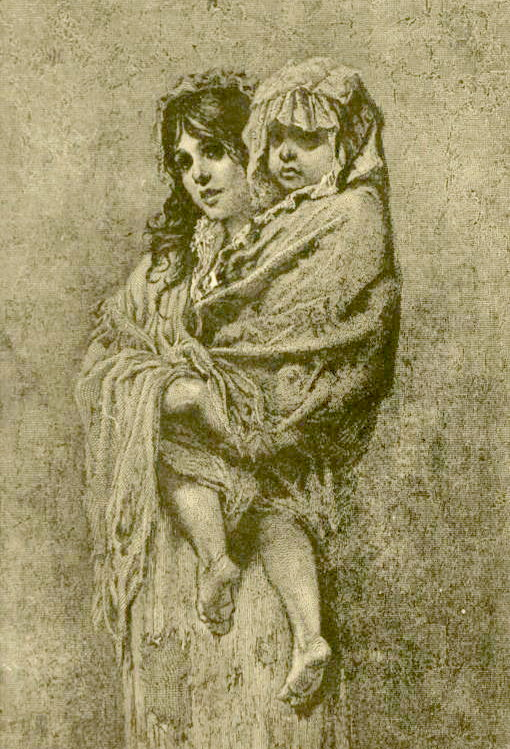
Una joven madre adolescente (1884).

Las mujeres que durante su infancia han sido víctimas de abuso, violencia doméstica y otros conflictos familiares tienen más probabilidades de quedar embarazadas en la adolescencia, y el riesgo de quedar embarazada aumenta con el número de experiencias adversas en la infancia. Según un estudio realizado en 2004, un tercio de los embarazos de adolescentes se podrían evitar mediante la eliminación de la exposición al abuso, la violencia y los conflictos familiares. Los investigadores señalan que "la disfunción familiar tiene consecuencias duraderas y desfavorables para la salud de las mujeres durante la adolescencia, la edad fértil, y más allá".
Diversos estudios también han encontrado que aquellos niños criados en hogares con una madre que había sido maltratada o que había sufrido violencia física directa, era más propensos a dejar embarazada a una chica.
También se ha indicado que las niñas cuyos padres abandonaron a la familia cuando ellas eran pequeñas tuvieron mayor tasa de actividad sexual temprana y de embarazo adolescente. Las niñas cuyos padres abandonaron a la familia más tarde tuvieron menor tasa de actividad sexual temprana. Las tasas más bajas de actividad sexual y embarazo se encuentran en las niñas cuyos padres estuvieron presentes durante toda su infancia.
Las familias disfuncionales son otro factor de riesgo para el embarazo en la adolescencia. Según Woodward, Fergusson & Horwood (2001), las mujeres que han vivido dentro de familias con un entorno social, familiar, individual y de relaciones complicadas durante su niñez y adolescencia tienen un riesgo más alto a salir embarazadas durante su adolescencia.  El perfil de las adolescentes con más riesgo de embarazo es el de la mujer con problemas de conducta que creció y vive dentro de un entorno familiar que se caracteriza por padres inestables.  Ella también tiene a varias madres solteras en su entorno.
En el caso de estas adolescentes, ellas tenían a una madre con un grado bajo de educación. La educación de la madre influenciaba fuertemente como un factor de riesgo para el embarazo adolescentes porque la madre no tenía la capacidad para educar a su hija en relación con los anticonceptivos ni tampoco tenía la habilidad de ponerle ciertos límites a su hija. Otro factor de riesgo para el embarazo adolescente era el acoholismo de un miembro de la familia, ya que esto podía causar que la mujer busque el amor y estabilidad fuera de casa.  Finalmente, el riesgo de un embarazo adolescente se incrementa cuando los padres tienen conocimiento y aceptan el hecho de que su hijo o hija adolescente está teniendo relaciones sexuales Esto incrementa el riesgo porque el adolescente siente que tiene el poder de hacer lo que quiere, sin embargo, no tiene la madurez emocional para hacerlo, por esto, en muchos casos no solamente tienen comportamientos riesgosos sexuales, sino que también incrementan la cantidad de veces que tienen relaciones sexuales.
Las niñas tuteladas, criadas en orfanatos, hospicios y centros de acogida, son más propensas a quedar embarazadas en la adolescencia que los criados en núcleos familiares. El estudio nacional de Antiguos Alumnos Casey, en el que se entrevistó a alumnos de orfanatos de 23 comunidades en todo Estados Unidos, encontró que la tasa de natalidad de las niñas en orfanatos es más del doble que la tasa de sus compañeros fuera del sistema de estos centros. Un estudio de la Universidad de Chicago en centros de Illinois, Iowa y Wisconsin encontró que casi la mitad de las mujeres sufrió un embarazo antes de los 19 años de edad.

## Prevención de los embarazos de adolescentes
La OMS y la mayoría de profesionales de la educación y la salud señalan que para reducir el número de embarazos en adolescentes es necesaria una completa educación sexual, el acceso a los métodos anticonceptivos (tanto precoitales, coitales como postcoitales) así como a los servicios de planificación familiar
También es necesaria la información y el apoyo por parte de los padres de los adolescentes en cuestiones relativas al sexo, relaciones y métodos anticonceptivos.
Los sistemas de prevención de embarazo en la adolescencia vigentes en Holanda han servido de modelo para muchos países europeos y lo son para otros muchos. En los estudios obligatorios y especificados en los programas y planes de estudios se incluyen valores, actitudes, habilidades de comunicación y negociación, así como los aspectos biológicos de la reproducción. Los medios de comunicación han alentado el diálogo abierto y claro sobre las relaciones sexuales y el sistema de salud garantiza el acceso a los métodos anticonceptivos, así como la absoluta confidencialidad. En España, el Grupo PrevInfad ha hecho recomendaciones de manejo del problema y ayuda a adolescentes basadas en la identificación de actitudes, conocimientos y habilidades, y en el consejo, con el foco de interés en la prevención del embarazo no deseado y las infecciones de transmisión sexual.
En los países en desarrollo, los programas de salud sexual comienzan a implantarse. Algunos países como Indonesia y Sri Lanka han aprobado un marco normativo sistemático para la educación sexual en las escuelas. Muchas organizaciones no gubernamentales como la International Planned Parenthood Federation (Federación Internacional de Planificación Familiar) prestan asesoramiento sobre métodos anticonceptivos para las mujeres jóvenes en todo el mundo. Las leyes contra el matrimonio de niños han reducido pero no eliminado estas prácticas. La mejora social de la mujer, mediante la alfabetización, la educación y la protección legal de sus derechos en igualdad al hombre, han dado lugar a un aumento en la edad del primer parto en áreas como la Irán, Indonesia, y el estado indio de Kerala.[cita requerida]
Algunas religiones hacen énfasis en el hecho de que la mejor forma de prevenir el embarazo adolescente consiste en mantener abstinencia sexual absoluta hasta ser adultos y estar ya casados. Una de estas religiones es la de los Testigos de Jehová.
Algunas familias llegan incluso a optar por métodos que pueden llegar a ser contraproducentes y crueles como por ejemplo prohibirle a sus hijos adolescentes el tener una pareja (mayormente en el caso de las chicas que les prohíben tener novio, si bien también hay casos de varones cuyos padres les prohíben tener novia). Esto no remedia el asunto ya que genera resentimiento, mayor rebeldía y propicia que lo hagan a escondidas.

## Paternidad adolescente
En algunos casos, el padre del niño es el esposo de la adolescente. La concepción puede ocurrir dentro del matrimonio, o el mismo embarazo puede precipitar el matrimonio. En países como India, la mayoría de los nacimientos adolescentes ocurren dentro del matrimonio.
En otros países, como los EE. UU. e Irlanda, la mayoría de las madres adolescentes no están casadas con el padre de sus hijos. En el Reino Unido, la mitad de los adolescentes con hijos son madres solteras, el 40 % están en pareja y el 10 % están casados. Los padres adolescentes suelen tener una relación sentimental al momento del nacimiento, pero muchos padres adolescentes no se quedan con la madre y esto a menudo interrumpe su relación con el niño. Las encuestas de EE. UU. tienden a subestimar la prevalencia de la paternidad adolescente. En muchos casos, "padre adolescente" puede ser un nombre inapropiado. Los estudios realizados por el Population Reference Bureau y el National Center for Health Statistics hallaron que aproximadamente dos tercios de los nacimientos de niñas adolescentes en los Estados Unidos son engendrados por hombres adultos mayores de 20 años. El Instituto Guttmacher informa que más del 40 % de las madres de 15 a 17 años tenían parejas sexuales de tres a cinco años mayores y casi una de cada cinco tenía parejas seis o más años mayores. Un estudio de 1990 sobre los nacimientos en adolescentes de California informó que cuanto más joven es la madre, mayor es la brecha de edad con su pareja masculina. En el Reino Unido, el 72 % de los nacimientos registrados conjuntamente para mujeres menores de 20 años, el padre tiene más de 20 años, y casi 1 de cada 4 tiene más de 25.

## Entorno
Se considera que es necesario un mayor apoyo a la maternidad adolescente, incluida la ayuda para poder volver a integrarse en la educación obligatoria, asesoramiento y apoyo psicológico y económico, colaboración con los padres jóvenes, mejor cuidado de los niños así como existencia de viviendas específicas, de protección oficial o subvencionadas para las situaciones que lo requieran.[cita requerida]

### Familia
Una de las fuentes de apoyo más importantes es la familia, debido a que en la mayor parte de los casos la madre adolescente vive con sus padres o parientes. Y aun en el caso tenga la posibilidad de mudarse y sostenerse económicamente, el papel de la abuela continúa siendo relevante por ser fuente de información, ayuda y apoyo para la madre inexperta. Cuando la familia apoya tanto con el cuidado como económicamente, las adolescentes tienen mayores posibilidades de completar sus estudios. De esta forma, a largo plazo pueden llegar a conseguir mejores empleos, y mejorar su nivel socioeconómico, especialmente cuando decidan independizarse. Las madres adolescentes son vulnerables a cuadros de depresión y estrés, especialmente cuando no cuentan con el apoyo del padre, lo que repercute en el trato con el bebé, pudiendo llegar a negligencia o maltrato. Sin embargo, la familia puede brindar soporte, dirección y apoyo, disminuyendo los riesgos tanto para la madre como para el bebé.
La aceptación y apoyo, por parte de los abuelos, influye positivamente en la experiencia de la adolescente, incrementa el sentimiento de bienestar y disminuye las probabilidades de experimentar angustia. Pero, usualmente se presentan dificultades en la dinámica madre-abuelos, especialmente en relación con la crianza. Por un lado, cuando se depositan las responsabilidades en los abuelos, especialmente durante los dos primeros años, la madre se distancia de su rol, disminuyendo su interés por el cuidado del niño. En investigaciones sobre la excesiva dependencia de la madre en la familia, se observó que ésta afectaba negativamente, tanto en el comportamiento del niño como en la relación madre-hijo. En adolescentes mayores, de 18 años a más, se ha evidenciado que es beneficioso para el bebé que la madre se independice de los padres. El extremo involucramiento en la crianza puede ser percibido por la madre como señal de incompetencia, generando resentimientos y conflictos en la familia. Por lo tanto, es importante que exista un sistema de apoyo moderado y adaptativo por parte de la familia, para ayudar a la adolescente en la transición al rol de madre.

### Pareja y amigos
La presencia y apoyo de la pareja muestra ser beneficioso para la madre. Sin embargo, en los embarazos adolescentes el nivel de compromiso de la pareja suele ser muy inestable, además, las probabilidades de que estén casadas, o por casarse, son pocas, y en la mayor parte de los matrimonios dados por embarazo se divorcian y mantienen pocas relaciones estables. Por lo tanto, la ausencia de una pareja involucrada en la crianza, priva a la madre de un apoyo emocional, económico e instrumental. Siendo este el caso más presentado en los embarazos adolescentes.
Dentro del grupo de pares, es muy importante el ser aceptado especialmente durante la etapa de la adolescencia, por ello el apoyo y comprensión por parte de amigos contribuye positivamente con el bienestar de la madre. El tipo de apoyo brindado es significativamente distinto al de los padres, debido a que este último puede ser visto como controlador, mientras que los pares, al ser similares a la madre, comparten puntos de vista y permiten a la madre experimentar su papel de adolescente, no solo el de madre. Contar con una red de apoyo que provea apropiados modelos a seguir, estimula cognitiva y socialmente a la madre; tanto al proporcionar espacio para contener inseguridades y frustraciones de la madre, como también, al dar oportunidades de aprendizaje y retroalimentación.

## Tasas de nacimientos en adolescentes en el mundo
Las cifras en los distintos países del mundo varían desde las máximas de Níger y Congo (con más de 200 embarazos por cada 1000 mujeres adolescentes) a tasas de 1 a 3 por 1000 mujeres adolescentes en Corea del Norte, Corea del Sur y Japón.
Es reseñable que entre los países desarrollados de la OCDE, Estados Unidos y Reino Unido tienen el nivel más alto de embarazos en adolescentes, mientras que Japón y Corea del Sur tienen los más bajos.
De acuerdo al Departamento de Asuntos Económicos y Sociales de Naciones Unidas durante el periodo 2015-2020 ocurrieron un total de 62 366 000 nacimientos en mujeres entre 15 y 19 años, representando un 9 % del total de nacimientos a nivel mundial; 9 de cada 10 de estos nacimientos ocurren en las regiones de África (49 %), Asia (35 %) y América Latina y El Caribe (14 %). Según la organización Save the Children cada año nacen 13 millones de niños de mujeres menores de 20 años de edad en todo el mundo; más del 90 % (11,7 millones) en los países denominados en desarrollo y en los países desarrollados el restante 10 % (1,3 millones). Las complicaciones del embarazo y el parto son la principal causa de mortalidad entre las mujeres entre las edades de 15 y 19 en dichas zonas. La mayor tasa de embarazos de adolescentes en el mundo está en el África subsahariana, donde las mujeres tienden a casarse a una edad temprana. En Níger, por ejemplo, el 87 % de las mujeres encuestadas estaban casadas y el 53 % había dado a luz a un niño antes de la edad de 18 años.
En el subcontinente indio, el matrimonio precoz o temprano significa en numerosas ocasiones el embarazo de la mujer adolescente, especialmente en las zonas rurales, donde la tasa es mucho mayor que en el medio urbano. La tasa de matrimonios y embarazos en adolescentes o precoces ha disminuido considerablemente en países como Indonesia y Argentina, aunque sigue siendo alta. En las naciones industrializadas de Asia, como Corea del Sur y Singapur, las tasas de nacimientos en adolescentes se encuentran entre los más bajos del mundo. La tasa de fecundidad adolescente (cantidad de nacimientos de mujeres en un año, por cada mil mujeres de ese grupo de edad) en mujeres de 15 a 19 años de Argentina, bajó de 80 nacimientos/1000 adolescentes en 1980 hasta 56.7/1000 en el año 2003. Lo mismo sucedió en el año 2015 (62.6/1000) con respecto al año 2016 (55.9/1000) y en 2017 (53.1/1000).

### Tasas de nacimientos o fecundidad en adolescentes del mundo
En la tabla se indican las tasas de nacimientos por cada 1000 mujeres entre 15 y 19 años de edad en países americanos en los años 1997, 2002, 2005 y 2011. Se incluyen, como indicador global y marco de referencia, los datos de los dos países con tasas más extremas, Níger y Corea del Norte, quienes tienen el mayor y menor porcentaje de nacimientos en adolescentes del mundo así como los datos, por su proximidad cultural, de España y Portugal. Están ordenados de mayor a menor tasa según las cifras del año 2007.
| País                       | Tasa de nacimientos 1997 | Tasa de nacimientos 2002 | Tasa de nacimientos 2005 | Tasa de nacimientos 2011 | Tasa de nacimientos 2018 |
| -------------------------- | ------------------------ | ------------------------ | ------------------------ | ------------------------ | ------------------------ |
| Mundial                    | 60                       | 53                       | 49                       | 47                       | 42                       |
| África                     | 114.8                    | 110.2                    | 106.0                    | 101.7                    | 95.0                     |
| América Latina y El Caribe | 85.5                     | 80.5                     | 73.6                     | 68.1                     | 63.0                     |
| Oceanía                    | 37.1                     | 33.5                     | 32.7                     | 29.0                     | 27.9                     |
| Asia                       | 48.1                     | 39.7                     | 34.1                     | 30.3                     | 24.5                     |
| Europa                     | 23.6                     | 19.6                     | 19.4                     | 15.7                     | 12.7                     |
| Níger (África)             | 290                      | 270                      | 257                      | 206                      | 183                      |
| Nicaragua                  | 127.5                    | 112.7                    | 106.5                    | 95.6                     | 83.3                     |
| República Dominicana       | 109.9                    | 106.5                    | 105.4                    | 98.9                     | 93.0                     |
| Guatemala                  | 118.8                    | 106.6                    | 96.1                     | 80.7                     | 69.8                     |
| Honduras                   | 123.5                    | 111.3                    | 101.6                    | 83.1                     | 71.8                     |
| Venezuela                  | 94.1                     | 92.1                     | 90.8                     | 88.2                     | 84.9                     |
| Brasil                     | 84.2                     | 80.8                     | 75.0                     | 65.5                     | 57.9                     |
| Panamá                     | 93.9                     | 89.7                     | 88.6                     | 87.1                     | 81.0                     |
| Ecuador                    | 84.3                     | 84.1                     | 83.8                     | 82.9                     | 78.8                     |
| El Salvador                | 95.2                     | 88.7                     | 84.9                     | 75.3                     | 68.6                     |
| Belice                     | 106.3                    | 91.2                     | 83.7                     | 73.9                     | 68.1                     |
| Bolivia                    | 87.8                     | 85.7                     | 83.4                     | 74.7                     | 63.9                     |
| Jamaica                    | 93.8                     | 83.9                     | 78.0                     | 63.4                     | 51.3                     |
| Colombia                   | 100.9                    | 95.5                     | 87.5                     | 75.1                     | 65.5                     |
| Paraguay                   | 90.2                     | 84.8                     | 80.9                     | 74.0                     | 70.2                     |
| Costa Rica                 | 83.2                     | 69.4                     | 65.9                     | 60.5                     | 52.5                     |
| Guyana                     | 92.7                     | 100.1                    | 95.6                     | 84.9                     | 72.9                     |
| Uruguay                    | 67.3                     | 64.7                     | 62.5                     | 60.7                     | 58.2                     |
| Chile                      | 65.4                     | 57.0                     | 55.9                     | 54.1                     | 40.1                     |
| Perú                       | 73.9                     | 71.5                     | 71.5                     | 64.2                     | 55.9                     |
| Argentina                  | 69.8                     | 64.1                     | 63.4                     | 63.4                     | 62.6                     |
| Puerto Rico                | 72.4                     | 65.4                     | 56.5                     | 46.6                     | 28.3                     |
| Cuba                       | 58.7                     | 49.1                     | 48.1                     | 52.5                     | 51.5                     |
| Haití                      | 71.3                     | 66.6                     | 64.1                     | 58.5                     | 50.9                     |
| Estados Unidos             | 51.4                     | 42.7                     | 40.8                     | 30.3                     | 18.6                     |
| Canadá                     | 20.1                     | 14.6                     | 14.1                     | 11.9                     | 8.0                      |
| Portugal (Europa)          | 20.4                     | 20.2                     | 17.8                     | 12.4                     | 8.0                      |
| España (Europa)            | 8.0                      | 10.2                     | 11.7                     | 9.7                      | 7.5                      |
| Corea del Norte (Asia)     | 2.9                      | 2.2                      | 2.1                      | 1.8                      | 1.3                      |

#### Estados Unidos
En Estados Unidos la tasa de natalidad en adolescentes es la más alta del mundo desarrollado, siendo también muy alta la tasa de abortos en la adolescencia. La tasa de embarazo adolescente se encontraba extraordinariamente alta en la década de 1950 y ha disminuido desde entonces, aunque a la vez se ha producido un aumento en los nacimientos fuera del matrimonio.
En el decenio de 1990 la tasa de embarazo de adolescentes disminuyó significativamente en todos los grupos étnicos, aunque con menor incidencia en los afroamericanos e hispanos. El Instituto Guttmacher atribuye el 75 % para el uso efectivo de métodos anticonceptivos y el 25 % de la disminución a las prácticas de abstinencia sexual. Sin embargo, en 2006 la tasa aumentó por primera vez en los últimos 40 años.
En todo caso, como señala Soledad Díaz Fernández, del Instituto Chileno de Medicina Reproductiva, y en línea con la información del Instituto Guttmacher, en Estados Unidos existe una mayor dificultad para acceder a servicios de planificación familiar y, por tanto, a métodos anticonceptivos en comparación a países europeos que, en general, promueven conductas sexuales apropiadas (uso de condón y otros métodos anticonceptivos así como facilidad para su acceso), imparten educación sexual comprensiva, no solo promoción de la abstinencia, y los medios de comunicación ofrecen una visión más positiva de los y las adolescentes como personas responsables y valiosas.

#### Canadá
En Canadá el número de nacimientos en adolescentes en el período 1992-2002 ha disminuido de forma constante tanto para los más jóvenes (15-17 años) como para los adolescentes más mayores (18-19 años).

#### Perú
En Perú, según estadísticas del año 2012, el 13 % de adolescentes entre los 15 y 19 años ha estado embarazada, y de ellas solo el 32 % deseaba el embarazo. Entre las mujeres más pobres el porcentaje de adolescentes embarazadas asciende a un 26 %, mientras que el índice solo llega al 3 % entre los sectores menos pobres. En el área rural 1 de cada 5 adolescentes ha quedado embarazada al menos una vez, y de estas el 38 % habla idiomas nativos. Otro riesgo es evidenciado al notar que 7 de cada 100 muertes por causas maternas son adolescentes de 17 años o menos. Los altos porcentajes de embarazos adolescentes han variado ligeramente a lo largo de dos décadas (11 % en 1991/1992, 13 % en 2012, 12.6 % en 2020), por lo que se han presentado propuestas para incluir la educación sexual integral en el currículo de educación básica, asegurar que los adolescentes concluyan la educación secundaria, postergar el inicio de la actividad sexual, prevenir la violencia sexual contra las adolescentes y promover el acceso a la información, así como al uso de métodos anticonceptivos modernos.
En 2023, el capítulo peruano de UNFPA  señaló que cada día al menos 11 niñas quedan embarazadas y cuatro se convierten en madres. Además, informó que a la fecha del total de casos de muerte materna, entre el 11 % y el 16 % de las víctimas son mujeres menores de 19 años.

#### México
La Estrategia Nacional para la Prevención del Embarazo en Adolescentes (ENAPEA) Informe 2017 reporta que en México vivían 22.4 millones de adolescentes que tienen entre 10 y 19 años, prácticamente la mitad (11.3 millones) tiene de 10 a 14 años y 11.1 millones entre 15 y 19. 1 La adolescencia es una etapa clave en el desarrollo de las personas y se espera que se transite hacia un desarrollo digno y autónomo, con gran capacidad de decisión sobre su destino. Conocer las barreras a las que se enfrenta este sector de la población lleva a comprender que se requieren acciones precisas para transformar rezagos estructurales en materia de educación, salud, salud sexual, empleo, uniones tempranas, violencia y otros, que ponen a esta población en situación vulnerable y en riesgo de tener limitaciones en su condición de vida, tal es el caso del embarazo adolescente. En México, datos de la Encuesta Nacional de Salud y Nutrición 2012 (ENSANUT) señalan que la proporción de población de 12 a 19 años que ha iniciado su vida sexual fue del 12.5 %, en 2012. De este 12.5 %, el 17 % de los hombres y el 32.7 % de las mujeres no utilizaron ningún método anticonceptivo en su primera relación sexual. Una adolescente embarazada tiene dos veces más riesgo de morir por causas relacionadas al parto o al embarazo; tiene tres veces más riesgo de que sus hijas e hijos mueran durante los primeros 28 días.
En 1970, ocurrían 134.6 nacimientos por cada mil adolescentes menores de 19 años. En el 2021, la tasa es de 67.9 nacimientos.
Según informes del 2016 del Fondo de las Naciones Unidas para la Infancia (UNICEF), México se convirtió en el primer lugar de nacimientos en las adolescentes de entre 15 y 19 años, de entre los 34 países integrantes de la OCDE (Organización para la Cooperación y Desarrollo Económico), contabilizando alrededor de 77 alumbramientos por cada mil mujeres mexicanas.
Un estudio reciente, realizado con la participación de jóvenes estudiantes de educación superior en México, muestra que para 4 de cada 10, la edad ideal para tener hijos va de los 28 a los 31 años. Esto, además de contrastar con la realidad nacional, impacta en sus proyectos de vida. El mismo estudio señala que, de los estudiantes que tienen hijos, 43 % de las mujeres y 49 % de los hombres considera que esto orilla a las mujeres a abandonar sus estudios. Otro porcentaje importanet (33 % de las mujeres y 39 % de los hombres) perciben que los profesores discriminan a las mujeres por estar embarazadas.

### Incidencia en Europa
Europa, especialmente Suiza, Holanda y Suecia, junto a algunos países asiáticos, Corea del Sur y Japón, tiene, de media, el menor número de nacimientos en adolescentes. Desde 1970, la tendencia general en los países de Europa ha sido la disminución de la tasa global de fecundidad junto con un aumento en la edad en que las mujeres tiene su primer parto, y una disminución en el número de nacimientos entre los adolescentes.
Existen tres razones básicas que explican estos datos:
- Una buena educación sexual a adolescentes y jóvenes, tanto institucional, social y en la propia familia.
- Facilidad y asequibilidad en el acceso a los métodos anticonceptivos.
- Sociedades que no consideran adecuada la maternidad prematura e incluso poseen valores tradicionales que estigmatizan socialmente este tipo de maternidad.[47]

#### España
En España, en el año 2008 se produjo un incremento en relación con el año anterior, así 11 000 adolescentes menores de 18 años quedaron embarazadas. En el año 2007 se produjeron 10 673 embarazos adolescentes, de los cuales hubo 4400 nacimientos y 6273 interrupciones voluntarias del embarazo.

#### Tabla de incidencia en Europa y países anglófonos
| País            | Tasa de natalidad | Tasa de abortos | Tasa combinada |
| --------------- | ----------------- | --------------- | -------------- |
| Países Bajos    | 7.8               | 3.9             | 11.6           |
| España          | 7.5               | 4.9             | 12.4           |
| Italia          | 6.6               | 6.7             | 13.3           |
| Grecia          | 12.2              | 1.3             | 13.5           |
| Bélgica         | 9.9               | 5.2             | 15.1           |
| Alemania        | 13.0              | 5.3             | 18.3           |
| Finlandia       | 9.8               | 9.6             | 19.4           |
| Francia         | 9.4               | 13.2            | 22.6           |
| Dinamarca       | 8.2               | 15.4            | 23.6           |
| Suecia          | 7.7               | 17.7            | 25.4           |
| Noruega         | 13.6              | 18.3            | 31.9           |
| República Checa | 20.1              | 12.4            | 32.5           |
| Islandia        | 21.5              | 20.6            | 42.1           |
| Eslovaquia      | 30.5              | 13.1            | 43.6           |
| Australia       | 20.1              | 23.9            | 44.0           |
| Canadá          | 22.3              | 22.1            | 44.4           |
| Reino Unido     | 29.6              | 21.3            | 50.9           |
| Nueva Zelanda   | 33.4              | 22.5            | 55.9           |
| Hungría         | 29.9              | 30.2            | 60.1           |
| Estados Unidos  | 55.6              | 30.2            | 85.8           |

### Políticas
- Organización para la Cooperación y el Desarrollo Económicos
- Presentación del Estudio OCDE sobre Políticas de Género en México